# Бичков Сергій Андрійович
Сергій Андрійович Бичков (нар. 9 травня 1945, с. Грузьке Криворізького р-ну Дніпропетровської області) — фахівець у галузі літакобудування, доктор технічних наук (1992), професор (1995), технічний директор — головний інженер ДП «Антонов», колишній генеральный директор ДП «Антонов».

## Короткий життєпис
1953 року пішов до першого класу. Після закінчення семирічної школи 1959 року, продовжив навчання у школі-інтернаті № 1 Кривого Рогу.
Упродовж 1960—1963 рр. разом з навчанням в інтернаті, працював і проходив практику на заводі «Криворіжсталь».
1963 року вступив до Харківського авіаційного інституту.
Від закінчення інституту 1969 року працював інженером-технологом на АНТК ім. О. Антонова (Київ); від 1997 — головний інженер, декан Київської філії Національного аерокосмічного університету «Харківський авіаційний інститут».
Розробив концепцію використання і реалізації імпульсних технологій листового штампування при виготовленні літаків. Займається підвищенням технологічності конструкцій літаків серії «Ан» і впровадженням прогресивних технологій, зокрема під час створення літаків Ан-124, Ан-74, Ан-70, Ан-140, Ан-148, Ан-158, Ан-178.
За безпосередньої участі і під його керівництвом створені: Ан-70, Ан-140, Ан-148, Ан-158, Ан-178 і Ан-132.
Запропонував принципово нову конструкцію трубопровідних систем, що значно підвищило надійність і ресурс літаків. Технологічні рішення впроваджені також у конструкціях літаків в інших країнах.
З листопада 2020 року виконував обов'язки генерального директора ДП «Антонов». 20 травня 2021 року призначений на цю посаду повноцінно.

### Скандали
29 березня 2022 року був відсторонений від посади у зв'язку з опублікованою у ЗМІ інформацією про те, що керівництво ДП «Антонов» не вжило напередодні повномасштабного російського вторгнення відповідних заходів для порятунку літака Ан-225 «Мрія». Служба безпеки України перевірить, чи могли дії Бичкова сприяти знищенню найбільшого у світі літака Ан-225 «Мрія».
Командир екіпажу «Мрії» звинуватив завод «Антонов» у бездіяльності. За його словами, 26 січня, майже за місяць до війни, представники НАТО та NSPA (так називають агентство, що займається закупками та забезпеченням Альянсу) через попередження Заходу про можливий напад Росії на Україну пропонували керівництву «Антонова» перебазувати весь його флот у Лейпциг — разом із усім персоналом, екіпажем та запчастинами, однак від керівництва підприємства відповіді не було. Цей же пілот повідомив, що за два тижні до війни все керівництво ДП «Антонов» вилетіло до Лейпцига.

### Арешт
9 березня 2023 року СБУ повідомляє про арешт у справі про знищення «Мрії» колишнього гендиректора ДП «Антонов» Сергія Бичкова
Паралельно вручено підозри заступнику начальника-начальнику безпеки авіатранспортного підприємства ДП «Антонов» Нетьосову та директору авіатранспортного підприємства ДП Антонов" Харченку (заочно). За версією слідства, у січні-лютому 2022 року вони неодноразово відмовляли Нацгвардії у спорудженні інженерно-фортифікаційних споруд на території летовища у Гостомелі, що призвело до зниження обороноздатності об'єкту та, як наслідок, захоплення стратегічного для оборони столиці об'єкту.

5 квітня 2023 року Сергію Бичкову повідомили про підозру у службовій недбалості, через яку російські окупанти знищили найбільший у світі літак АН-225 «Мрія».
Через службову недбалість посадовця російські окупанти знищили найбільший у світі літак АН-225. Сума завданих державі збитків становить понад 8,4 млрд грн
Слідство встановило що літак АН-225 напередодні військового вторгнення росії в Україну був технічно справний, на аеродромі зберігалася достатня кількість авіапального для виконання рейсу, а екіпаж був готовий до вильоту.

## Наукова діяльність, публікації
Опублікував понад 133 наукових робіт, серед яких монографія, співавтор 52 авторських свідоцтв, підготував до захисту 5 кандидатів наук

### Головні праці
- Виготовлення з'єднань трубопроводів з фланцевими наконечниками. М., 1990 (співавт.)(рос.)
- Технологічні процеси отримання деталей літаків методом порошкової металургії. X., 1992 (співавт.)(рос.)
- Технологія виробництва літальних апаратів із композиційних матеріалів. К., 1995 (співавт.)
- Концепція розвитку комп'ютерних інтегрованих технологій в процесі створення авіаційної техніки. К., 1999. (співавт.)(рос.)
- Багатошарові і багатокомпонентні іонно-плазмові покриття // Пр. конф. «Вакуумні технології та обладнання». X., 2001 (співавт.)(рос.)
- Спечені порошкові матеріали для вузлів тертя літаків «Ан» // Пр. 3-й міжнар. наук.-тех. конф. «Обладнання і технології термічної обробки металів і сплавів». X., 2002 (співавт.)(рос.)

## Нагороди та звання
- Орден «За заслуги» III ступеня[10]
- Орден «За заслуги» II ступеня[11]
- Орден «За заслуги» I ступеня[12]
- Лауреат премії Ради Міністрів СРСР (1985)
- Лауреат Державної премії України в галузі науки і техніки (1993)[13]
- Заслужений працівник промисловості України[14]
- Почесний авіабудівник України (травень 2021)

Нагороджений медалями «У пам'ять 1500-річчя Києва» та «Ветеран праці»
Кавалер Національного ордену «За заслуги» (Франція)
Член Комітету по Державних преміях України в галузі науки і техніки при Кабінеті Міністрів України